# Buciumi (gmina w okręgu Bacău)
Buciumi – gmina w Rumunii, w okręgu Bacău. Obejmuje miejscowości Buciumi i Răcăuți. W 2011 roku liczyła 2984 mieszkańców.